# Riverdale House

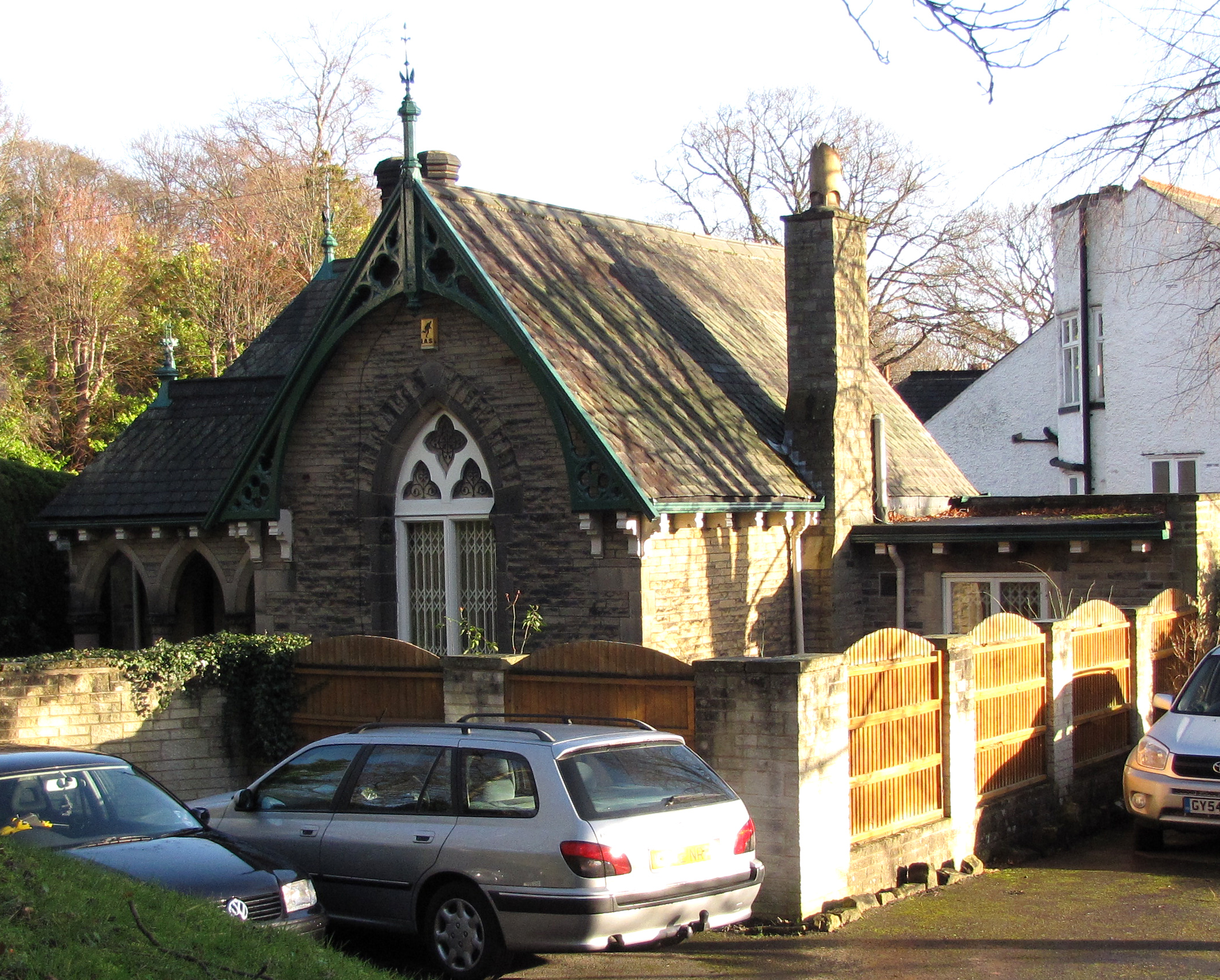
La loge du gardien.

Pour les articles homonymes, voir Riverdale.
Vous pouvez aider à l'améliorer ou bien discuter des problèmes sur sa page de discussion.
- La traduction est incomplète. (Marqué depuis octobre 2017)

Riverdale House est un manoir victorien situé au 89 Graham Road dans le quartier de Ranmoor, à Sheffield, en Angleterre. Anciennement résidence privée, ce bâtiment est classé grade II est utilisé à des fins commerciales et pour loger de petits groupes d'affaires.